# КариZма
КариZма (произнасяно и изписано изцяло на кирилица „Каризма“) е бивш български поп дует, съставен от Галина Курдова и Миро.

## История
Първоначално Галя и Миро пеят заедно (наред с други изпълнители, като Тони) в пиано-бар „Опера“. В документалния филм КариZма Retrospective Movie те твърдят, че решават да работят заедно, защото гласовете им си пасват. Едно от първите предложения за име е 2Good4U, но Галя не се съгласява. Така за начало на дует КариZма се счита 1999 г. Паралелно работят за небългарски музикални компании (EMA, TOCO Int. и други). Две години по-късно се ражда и дебютната песен „Рискувам да те имам“, за която помага Митко Щерев (в благодарностите си в „Еклисиаст“, Галя твърди, че Щерев е причината за съществуването на дуета). За „Рискувам да те имам“ дуетът е номиниран в общо 16 категории за наградите на МТМ, БГ радио, ММ и „Форте“ – най-успешен дебют, най-добра песен, най-добър текст, най-добър дует, най-добър клип и други. От тях печелят 9, което е прецедент в историята на българската музика.  Издателската им компания по това време е „Полисаунд“. От там искат спиране на песента от ефир. Всяка от страните твърди, че другата не изпълнява клаузи в договора. Миро коментира: „Те просто не отговориха на изискванията ни, защото имат прекалено много свои ангажименти и се разпиляват сред изпълнителите си. „Полисаунд“ не изпълниха задълженията си към нас и затова се разделихме. Те дори не пожелаха да ни пуснат на турнето със Слави, което е абсурдно, защото живият контакт с тази огромна публика беше голям подарък за нас.“ За издаването на последвалия сингъл от БМК песента е преработена.
Преди излизането на сингъла „Колко ми липсваш“ през 2002 г. КариZма работят с други изпълнители – Тони, Мария Илиева, Сантра и Спенс, Ава, Ирра и др. Това забавя работата върху очаквания дебютен албум. Следват записи на още песни, като „шаблонно“ има нова песен и видеоклип всяка година – „Ще избягам ли от теб?“ (2003), „Mr. Killer“ (2004), „Минаваш през мен“ (2005). На Петите годишни музикални награди на БГ радио през 2006 г. дуетът изпълнява песента „All in Love“, чийто текст е на български език и често за заглавие е използвано „Не сега“ или „За любовта“.
Пет години след дебюта им КариZма издават мултимедийния албум „Еклисиаст“. Заглавието създава медиен интерес, който води до своеобразен спор между БАН и КариZма. Костадинов коментира пред журналисти: „Правописна грешка в заглавието на албума ни няма и ако има грешка някъде, то тя е в Българската академия на науките. Имам няколко копия на Библията и навсякъде „Еклисиаст“ се пише с „и““. 

## Дискография

### Албуми
- Еклисиаст (2006)

### Сингли
- Рискувам да те имам (2001) (радио сингъл)
- Колко ми липсваш (2002) (макси сингъл)
- Ще избягам ли от теб? (2003) (радио сингъл)
- Miracle at Christmas Time (2004) (неиздаден)
- Mr. Killer (2004) (радио сингъл)
- Минаваш през мен (2005) (радио сингъл)
- All In Love (Не сега) (2006) (радио сингъл)
- Всичко било е насън (2007) (радио сингъл)
- Fool For You (2007) (радио сингъл)

## Други записи

### За КариZма
- Вярва (че той ще я чака)
- Романтика
- Така е добре
- Kadosh (A Whole Eternity Silence)
- Manchild
- Yurudum

### За други изпълнители
- Ава – „Мода“;
- Ирра – „Искам“;
- Мария Илиева – „Нищо“, „Лунен сън“ (текст);
- Сантра – „Не ме обичаш вече“ (със Спенс), „Fairytales“, „What About Last Night“;
- Тони – „Всичко било е насън“, „Интернет самота“

## Видеоклипове
| Видеоклип            | Премиера | Албум                      |
| -------------------- | -------- | -------------------------- |
| Рискувам да те имам  | 2001     | Еклисиаст                  |
| Колко ми липсваш     | 2002     | Еклисиаст/Колко ми липсваш |
| Ще избягам ли от теб | 2003     | Еклисиаст                  |
| Mr. Killer           | 2004     | Еклисиаст                  |
| Минаваш през мен     | 2005     | Еклисиаст                  |
| All in love          | 2006     | Еклисиаст                  |
| Fool for you         | 2007     | -                          |

## Награди
- 2001 – Дебют на годината – Годишни музикални награди на Форте „Българският топ 100“
- 2001 – Песен на годината „Рискувам да те имам“ – Годишни музикални награди на Форте „Българският топ 100“
- 2001 – Поп артист на годината – Годишни музикални награди на Форте „Българският топ 100“
- 2001 – Най-добър дебют на дует/група – Годишни музикални награди на Мело ТВ Мания
- 2001 – Най-добър дует – Годишни музикални награди на Телевизия ММ
- 2001 – Най-добра поп песен „Рискувам да те имам“ – Годишни музикални награди на Телевизия ММ
- 2001 – Зрителски хит на годината „Рискувам да те имам“ – Годишни музикални награди на Телевизия ММ
- 2001 – Най-добър БГ дебют – Годишни музикални награди на БГ Радио
- 2001 – Най-добра БГ песен „Рискувам да те имам“ – Годишни музикални награди на БГ Радио
- 2002 – Най-добър дует/група на годината – Годишни музикални награди на Мело ТВ Мания
- 2002 – Най-предпочитан поп клип „Колко ми липсваш“ – Годишни музикални награди на ТВ Планета
- 2002 – Най-добра поп песен „Колко ми липсваш“ – Годишни музикални награди на Телевизия ММ
- 2002 – Най-добър текст на песен „Колко ми липсваш“ – Годишни музикални награди на БГ Радио
- 2002 – Най-добър БГ дует – Годишни музикални награди на БГ Радио
- 2005 – Най-добър БГ дует – Годишни музикални награди на БГ Радио
- 2005 – Най-добра БГ песен „Минаваш през мен“ – Годишни музикални награди на БГ Радио
- 2006 – Най-добър БГ албум „Еклисиаст“ – Годишни музикални награди на БГ Радио
- 2006 – Най-добър БГ дует – Годишни музикални награди на БГ Радио
- 2006 – Най-добра БГ песен „Не сега“ – Годишни музикални награди на БГ Радио